# 莫斯科国家马戏团

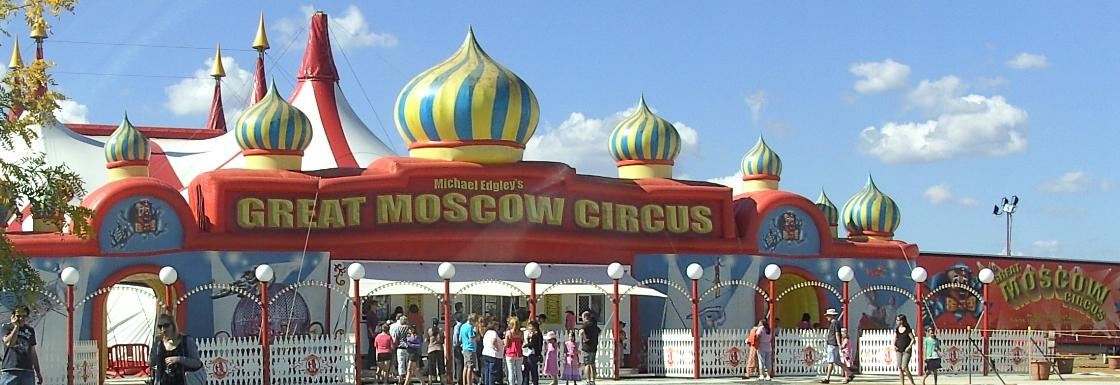
澳大利亚的莫斯科大马戏团

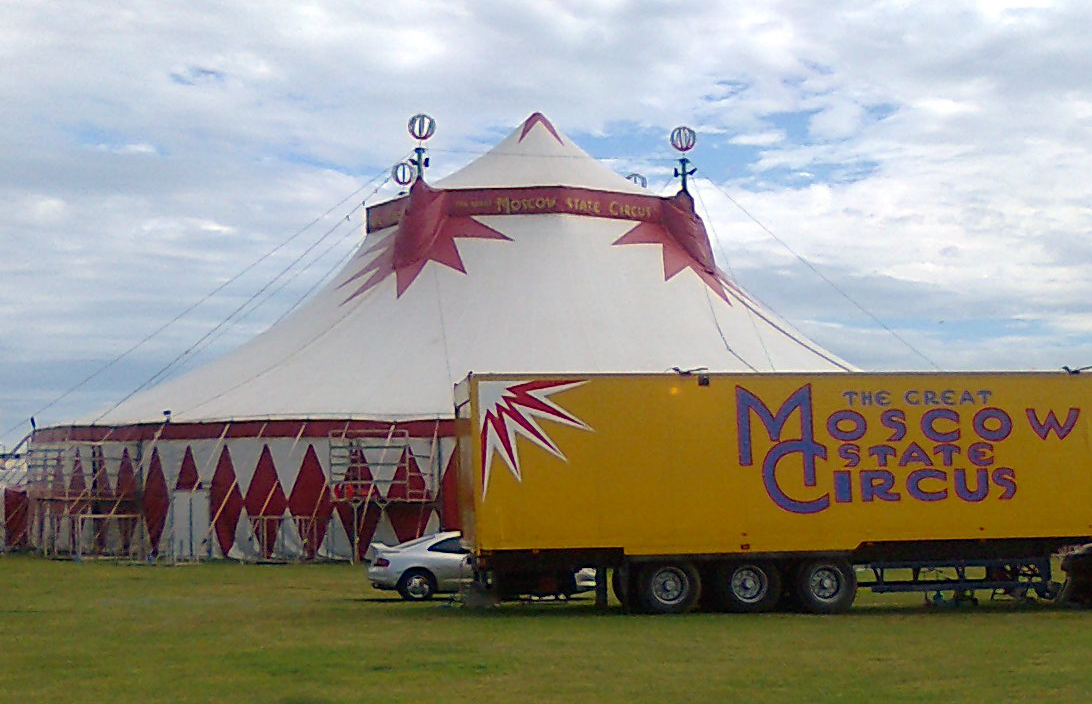
英国的莫斯科国家马戏团

莫斯科国家马戏团是一系列马戏团的统称，通常指莫斯科的尼库林马戏团，但也有很多其实跟俄罗斯一点关系没有的“俄罗斯国家马戏团” 。
俄罗斯的马戏团在苏联时期开始享誉世界，当时莫斯科的各种马戏团（在1919年国有化）以“莫斯科马戏团”（The Moscow Circus）的名义前往美国演出，成为俄罗斯的一种文化象征。

## 莫斯科国家大马戏团

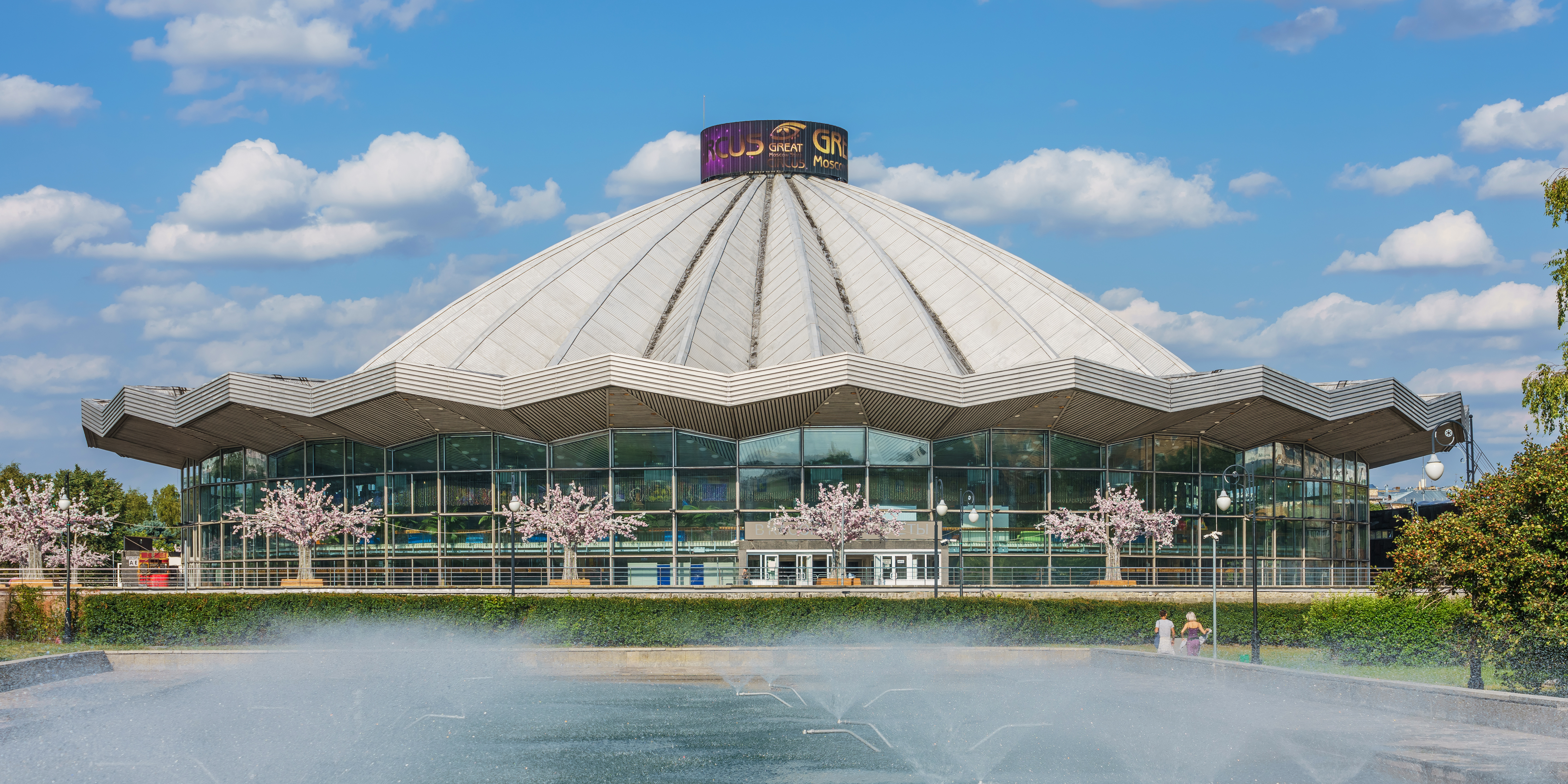
莫斯科国家大马戏团建筑

莫斯科国家大马戏团是莫斯科的一个演出场馆，1971年4月30日对外开放，可容纳3,400名观众，很多莫斯科的马戏团在此表演。